# Чубаров, Борис Константинович
Борис Константинович Чубаров (28 октября 1904 — 28 июня 1995) — советский партийный и государственный деятель. В разные годы занимал посты председателя Оргкомитета Президиума ВС РСФСР по Приморскому краю (1939—1940), председателя Приморского крайисполкома (1940—1943), министра транспорта РСФСР (1952—1955).

## Биография
- с декабря 1939 до января 1940 — председатель Организационного комитета Президиума Верховного Совета РСФСР по Приморскому краю.
- 30 марта 1941 — доизбран депутатом Верховного Совета СССР от Спасского избирательного округа № 65[1] (на место репрессированного в 1938 году М. К. Левандовского).
- с января 1940 до ноября 1943 — председатель Исполнительного комитета Приморского краевого Совета
- с 29 ноября 1952 до 11 мая 1953 — министр автомобильного транспорта РСФСР
- с 11 мая 1953 до 18 января 1955 — министр дорожного и транспортного хозяйства, автомобильного транспорта и шоссейных дорог РСФСР.

Похоронен в Москве на Ваганьковском кладбище.